# Canton de Beaumont-sur-Oise
Pour les articles homonymes, voir Canton de Beaumont.
Le canton de Beaumont-sur-Oise est une ancienne division administrative française, située dans le département du Val-d'Oise et la région Île-de-France.

## Histoire
Canton créé en 1967, au moment de la création du département du Val-d'Oise.
Il disparait en 2015.

## Composition
Le canton de Beaumont-sur-Oise comprenait huit communes jusqu'en mars 2015 :
| Nom                           | Code Insee | Intercommunalité      | Superficie (km2) | Population (dernière pop. légale) | Densité (hab./km2) |
| ----------------------------- | ---------- | --------------------- | ---------------- | --------------------------------- | ------------------ |
| Beaumont-sur-Oise (chef-lieu) | 95052      | CC du Haut Val-d'Oise | 5,60             | 9 663 (2014)                      | 1 726              |
| Bernes-sur-Oise               | 95058      | CC du Haut Val-d'Oise | 5,45             | 2 655 (2014)                      | 487                |
| Bruyères-sur-Oise             | 95116      | CC du Haut Val-d'Oise | 8,91             | 4 157 (2014)                      | 467                |
| Champagne-sur-Oise            | 95134      | CC du Haut Val-d'Oise | 9,45             | 4 821 (2014)                      | 510                |
| Mours                         | 95436      | CC du Haut Val-d'Oise | 2,45             | 1 439 (2014)                      | 587                |
| Nointel                       | 95452      | CC du Haut Val-d'Oise | 3,20             | 806 (2014)                        | 252                |
| Persan                        | 95487      | CC du Haut Val-d'Oise | 5,14             | 12 444 (2014)                     | 2 421              |
| Ronquerolles                  | 95529      | CC du Haut Val-d'Oise | 4,74             | 864 (2014)                        | 182                |

## Administration
| Période | Période | Identité                     | Étiquette    | Qualité |
| ------- | ------- | ---------------------------- | ------------ | --- |
| 1967    | 1973    | René Allombert (1911-1983)   | SFIO puis PS | Instituteur puis économe Maire de Beaumont-sur-Oise (1965 → 1979) |
| 1973    | 1992    | Robert Lebastard (1930-2016) | PCF          | Ouvrier Maire de Persan (1979 → 1995) |
| 1992    | 1998    | Fabrice Millereau            | GE puis DVG  | Professeur Maire de Beaumont-sur-Oise (1989 → 2014) |
| 1998    | 2015    | Arnaud Bazin                 | DVD          | Vétérinaire Maire de Persan (1995-2011) Président du conseil général puis départemental du Val-d'Oise (2011 → 2017) Président de la CC du Haut Val-d'Oise (2014 → 2017) Conseiller départemental de L'Isle-Adam (2015 → ) |

## Démographie
| 1968   | 1975   | 1982   | 1990   | 1999   | 2006   | 2011   | 2012   |
| ------ | ------ | ------ | ------ | ------ | ------ | ------ | ------ |
| 19 546 | 24 484 | 26 670 | 31 126 | 30 461 | 31 876 | 33 899 | 34 739 |